# Андрейко Роман Іванович
Роман Іванович Андрейко (нар. 16 грудня 1970) — радянський, український та російський футболіст, універсал.

## Життєпис
Вихованець школи СДЮШОР «Зміна» (Ленінград), перший тренер — Ю. Й. Кантор. У 1988 році виступав за дубль «Зеніта».
З 1992 року грав у чемпіонаті України за «Артанію», звідки 1994 року перейшов у клуб вищої української ліги СК «Миколаїв». Дебют у вищому дивізіоні — 22 липня 1994 року «Металург» (Запоріжжя) — СК «Миколаїв», 4:1.
У 1996 році разом з партнерами по «Артанії» Поліщуком, Баркалова та Чуніхіним опинився в Білорусі, де грав за команду першої ліги «Фомальгаут» (Борисов).
У 1998 році зіграв у другій лізі чемпіонату Росії в команді «Біохімік-Мордовія».
Після завершення ігрової кар'єри проживає в Санкт-Петербурзі.